# Breazu, Iași
Breazu este un sat în comuna Rediu din județul Iași, Moldova, România.
Etimologie: numele de familie Breazul în funcție toponimică. Este „menționat într-un document de după 1666, când Toader Breazul cel Bătrân se numără printre cei care stabilesc hotarul locului din Iași dăruit breslei mișeilor [CAPROȘU, D.I. II, 131, 162]” (vezi Micul dicționar toponimic al Moldovei (structural și etimologic). Partea 1. Toponime personale, Iași, Editura Universității Alexandru Ioan Cuza", 2014, p. 64).